# Asphondylia lippiae
Asphondylia lippiae är en tvåvingeart som beskrevs av Edwin Möhn 1959. Asphondylia lippiae ingår i släktet Asphondylia och familjen gallmyggor.
Artens utbredningsområde är El Salvador. Inga underarter finns listade i Catalogue of Life.